# Біллі Донован
Вільям Джон Донован мол. (англ. William John Donovan Jr.; нар. 30 травня 1965) — американський професійний баскетбольний тренер, який є головним тренером команди НБА «Чикаго Буллз». До цього був головним тренером клубу Оклахома-Сіті Тандер з 2015 по 2020 рік; а раніше він протягом 19 сезонів керував чоловічою баскетбольною командою Флоридського університету «Флорида Гейторс», яку у 2006 та 2007 роках приводив до перемог у турнірі NCAA. Він є рекордсменом навчального закладу за кількістю перемог, а також виводив команду в турнір NCAA, здобув перемог у турнірі NCAA і завоював титулів чемпіона Південно-Східної конференції більше, ніж решта тренерів в історії університету разом узятих.

## Життєпис
Донован народився і виріс у Роквілл-Сентрі на Лонг-Айленді (штат Нью-Йорк). Навчався у коледжі Провіденсу, де виступав за баскетбольну команду під керівництвом Ріка Пітіно. У 1987 році він разом з «Фрайарс» дійшов до Фіналу чотирьох, таким чином він є одним з чотирьох людей (інші троє - Дін Сміт, Джо Бі Холл та Боббі Найт), які виходили до Фіналу чотирьох як гравець і ставали переможцем турніру NCAA як тренер.
Після закінчення навчання Біллі був обраний на драфті НБА 1987 року в третьому раунді під загальним 68 номером клубом «Юта Джаз», однак не зміг підписати з нею контракт і початок своєї кар'єри провів у клубі Континентальної баскетбольної асоціації «Вайомінг Уайлдкетс». Пізніше він провів частину сезону 1987/88 років у «Нью-Йорк Нікс», де на той час працював його тренер з університетської команди Рік Пітіно. Після виходу з НБА він грав за «Репід-Сіті Тріллерс» з КБА, працював брокером на Уолл-стріт, а в 1989 став помічником Пітіно в Кентуккійському університеті. У 1994 році він прийняв пропозицію очолити команду університету Маршалла "Маршалл Тандерінг Херд", де за два сезони під його керівництвом команда показала результат 35-20. У 1996 році він перейшов до Флоридського університету, де після двох невдалих сезонів він перебудував команду, яка згодом у 16 поспіль сезонах здобувала 20 або більше перемог, здобула безліч конференційних чемпіонських титулів, чотири рази виходила до Фіналу чотирьох і здобула два чемпіонські титули.
У зв'язку зі своєю вдалою роботою в «Гейторс» часто ходили чутки про перехід Донована в іншу команду NCAA або в НБА. І в червні 2007 року, після завоювання другого чемпіонського титулу з «Гейторс», Донован погодився стати головним тренером клубу НБА «Орландо Меджік». Проте вже через тиждень він попросив керівництво «Меджик» розірвати з ним контракт, щоб він зміг повернутися назад до Флоридського університету, де він і провів наступні 8 сезонів.
30 квітня 2015 року Донован погодився обійняти посаду головного тренера клубу НБА «Оклахома-Сіті Тандер». За час роботи з клубом п'ять разів поспіль виводив клуб у плей-офф на Заході. Його показники в «Тандері» — 243 перемоги при 157 поразках. 23 вересня 2020 року Донован був призначений новим тренером «Чикаго Буллз».